# Helmut Schmitz
Helmut Schmitz (* 28. März 1956) ist ein ehemaliger deutscher Fußballspieler und -funktionär.

## Sportlicher Werdegang
Schmitz stand ab Sommer 1979 im Kader des seinerzeitigen Zweitligisten SpVgg Bayreuth. Bei der 0:4-Auswärtsniederlage beim Karlsruher SC am vierten Spieltag der Spielzeit 1979/80 debütierte der Mittelfeldspieler und Stürmer als Einwechselspieler für Rudolf Hannakampf unter Trainer Heinz Elzner, der ihn am folgenden Spieltag beim 5:1-Heimerfolg über den MTV Ingolstadt in die Startelf beorderte und mit dem Treffer zur zwischenzeitlichen 2:0-Führung belohnt wurde. Im weiteren Saisonverlauf schwankte er zwischen Startelf und Ersatzbank, im letzten Saisondrittel etablierte er sich in der Stammelf. Mit sechs Treffern in den letzten elf Saisonspielen und damit insgesamt acht Saisontoren in 32 Meisterschaftsspielen war er maßgeblich am Klassenerhalt beteiligt. Dabei gehörte er am 12. Januar 1980 als Einwechselspieler für Wolfgang Breuer zu der Mannschaft, die in der dritten Runde des Wettbewerbs um den DFB-Pokal 1979/80 den höherklassig spielenden FC Bayern München mit einem 1:0-Heimerfolg nach einem Treffer von Uwe Sommerer aus dem Wettbewerb warf. Im Viertelfinale hielt er mit der Mannschaft im Auswärtsspiel beim Bundesligisten lange Zeit ein 1:1-Remis, durch zwei späte Treffer setzten sich die Gelsenkirchener mit 3:1 durch.
In der folgenden Zweitligaspielzeit führte Schmitz gleichauf mit Sommerer mit 13 Saisontoren die vereinsinterne Torschützenliste an, mit 37 Saisonspielen bestritt er ebenso wie Harald Bleckert díe meisten Saisonspiele und nur Stammtorhüter Wolfgang Mahr, der in zwei Spielen von Norbert Schumbrutzki vertreten wurde, hatte mehr Spielminuten aufzuweisen. Als Tabellenneunter erreichte der Klub die für die Qualifikation für die eingleisige 2. Bundesliga maßgebliche sechstbeste „Platzziffer“, die anhand der Ergebnisse der letzten drei Jahre ermittelt wurde. Mit acht Saisontoren war Schmitz in Spielzeit 1981/82 bester Torschütze des Klubs und zeichnete damit für jedes fünfte Saisontor der Klubs verantwortlich, der als Tabellenschlusslichtin die Bayernliga abstieg. In der Spielzeit 1982/83 verpasste er mit der von Anton Rudinski trainierten Mannschaft als Tabellendritter den direkten Wiederaufstieg, dabei hatte er in 35 Saisonspielen drei Tore erzielt.
Im Sommer 1983 wechselte Schmitz innerhalb der Bayernliga zum TSV 1860 München, der daneben mit der Verpflichtung von Kurt Eigl, Peter Gebele und Richard Stöckle von Vorjahresmeister SpVgg Unterhaching und Paul Schönwetter vom MTV Ingolstadt weitere Stammspieler der Bayernliga-Konkurrenten abwarb. Hier wurde er vermehrt als Libero eingesetzt, die Mannschaft um Erich Beer, Gerald Hillringhaus, Andreas Löbmann und Joachim Goldstein wurde in der Spielzeit 1983/84 dann auch vor den FC-Bayern-Amateuren und der SpVgg Unterhaching Meister, scheiterte aber in der Aufstiegsrunde zur 2. Bundesliga nach nur einem Sieg gegen den Freiburger FC als Schlusslicht hinter den beiden Aufsteiger FC 08 Homburg und VfR Bürstadt. Im Sommer 1984 übernahm Karl Heckl das Präsidentenamt von Richard Müller. Heckl trieb die Entschuldung des Klubs konsequent auch mit eigenen Finanzmitteln voran, nach dem verpassten Aufstieg kam es dabei auch zum Umbruch im Kader und die großteils neu zusammengesetzte Mannschaft geriet in der folgenden Spielzeit zeitweise in Abstiegsgefahr. Mit Bernd Patzke, dem während des traditionellen Oktoberfestbesuchs im Wiesn-Zelt von Heckl die Demission verkündet wurde, Oktavian Popescu, dem nach einer kritischen Heckl-Aussage („Mit dem Beer bleiben wir 20 Jahre in der Bayernliga“) auf der Weihnachtsfeier zurückgetretenen Erich Beer, der im Frühjahr 1985 den Aufstiegsaspiranten SpVgg Bayreuth nach einer Schwächephase übernahm und in die 2. Bundesliga führte, und Václav Halama gab es vier Trainer im Saisonverlauf, letztlich landete der Klub mit Schmitz als Toptorschützen mit sieben Saisontoren auf dem elften Tabellenplatz. Erneut kam es zu einer Zäsur, neben 13 Neuzugängen kam auch der Erfolg zurück und der Klub beendete die Spielzeit 1985/86 im Aufstiegskampf mit der SpVgg Landshut und dem FC Augsburg als Tabellenzweiter. Aufgrund des Verzichts der Landshuter traten die Sechziger erneut in der Aufstiegsrunde an, landeten aber ohne eigenen Sieg erneut am Tabellenende.
Nachdem Schmitz im Saisonverlauf zunehmend ins zweite Glied gerutscht war und nur noch 27 Ligaeinsätze verzeichnen konnte, verließ er 1986 den Klub in Richtung TSV Großhadern. Mit dem Liganeuling stieg er am Ende der Spielzeit 1986/87 aus der Bayernliga ab und lief noch ein Jahr in der viertklassigen Landesliga Bayern auf.
1988 kehrte Schmitz nach dem Rücktritt Heckls unter der Neupräsidentin Liselotte Knecht als Abteilungsleiter zum TSV 1860 München zurück. Zunächst wurde Wilhelm Bierofka als neuer Trainer geholt, unter dessen Nachfolger Karsten Wettberg etablierte sich der Klub wieder im Aufstiegsrennen und 1991 gelang die Rückkehr in die 2. Bundesliga. Nach dem direkten Wiederabstieg am Ende der Zweitligasaison 1991/92 gelang unter Werner Lorant der erneute Aufstieg. Nach dem Durchmarsch in die Bundesliga als Tabellendritter der Spielzeit 1993/94 wurde er hauptamtlich Sportlicher Leiter der „Löwen“. Im Frühjahr 1995 trat er zurück, da er in seinen Kompetenzen zugunsten des Geschäftsführers Sven Jäger beschnitten worden war.
Später war Schmitz kurzzeitig als Trainer im Amateurbereich tätig. Ab Sommer 1997 war er für den Münchener Vorortklub DJK Fasangarten tätig Anschließend betreute er den SV Waldperlach.